# Eureka (film, 1983)
Pour les articles homonymes, voir Eurêka (homonymie).
Pour plus de détails, voir Fiche technique et Distribution.
Eureka est un film américano-britannique réalisé par Nicolas Roeg, sorti en 1983.

## Synopsis
Au Canada, en 1925, Jack McCann, perturbé par le désespoir et entouré par la mort, devient subitement un homme riche en découvrant un filon d'or. Vingt ans plus tard, désabusé et installé sur une île jamaïcaine, il vit reclus avec sa femme alcoolique, sa fille mariée à un homme qu'il déteste, et son associé qui essaie à son insu, via la mafia, de construire un casino.

## Fiche technique
- Titre : Eureka
- Réalisation : Nicolas Roeg
- Scénario : Paul Mayersberg, d'après le livre Who Killed Sir Harry Oakes?, de Marshall Houts
- Musique : Stanley Myers (additionnel : Hans Zimmer)
- Photographie : Alex Thomson
- Montage : Tony Lawson (de)
- Production : Jeremy Thomas et Tim Van Rellim
- Société de production : Sunley Productions Ltd.
- Société de distribution : MGM/UA Entertainment Company
- Pays :  États-Unis,  Royaume-Uni
- Langue : Anglais
- Format : Couleur - Mono - 35 mm - 1.85:1
- Genre : Drame, Thriller
- Durée : 124 min
- Date de sortie : 
  - Royaume-Uni : 5 mai 1983
  - France : inédit en salles, sorti directement en VHS en 1988[1]

## Distribution
- Gene Hackman (VF : Philippe Dumat) : Jack McCann
- Theresa Russell (VF : Maïk Darah) : Tracy McCann
- Rutger Hauer (VF : Guy Chapellier) : Claude Maillot von Horn
- Jane Lapotaire (VF : Tania Torrens) : Helen McCann
- Mickey Rourke (VF : Patrick Poivey) : Aurelio D'Amato
- Ed Lauter (VF : Jacques Ferrière) : Charles Perkins
- Joe Pesci (VF : Albert Médina) : Mayakofsky
- Helena Kallianiotes : Frieda
- Cavan Kendall : Pierre de Valois
- Corin Redgrave : Worsley
- Norman Beaton : Byron Judson
- Joe Spinell : Pete
- Frank Pesce (en) : Stefano
- Michael Scott Addis : Joe

## Production
- Le tournage s'est déroulé en Floride, en Jamaïque, à Twickenham et Vancouver.

## Récompenses et distinctions
- Nomination au prix de la meilleure photographie, par la British Society of Cinematographers en 1983.